# Ulmus americana
L'olmo americano (Ulmus americana L.) è un albero appartenente alla famiglia Ulmaceae diffuso principalmente nella valle del Mississippi, in Nuova Inghilterra e nell'est del Canada, fino al 48º parallelo circa. È uno dei simboli dello stato del Massachusetts.

## Malattia
La sopravvivenza dell'olmo americano è minacciata dalla grafiosi dell'olmo, un'infezione causata da un fungo parassita originario dell'Asia e introdotto negli USA nel ventesimo secolo, diffuso a tal punto che i biologi prevedono la sparizione della specie dal suo habitat.
Tale fungo è endemico della specie europea dell'olmo, la quale vi ha sviluppato resistenza.